# Fiat 130
De Fiat 130 was een grote luxe middenklasse sedan, die de Italiaanse autofabrikant FIAT leverde tussen begin 1969 en 1977. Deze opvolger van de Fiat 2300 werd geleverd met zescilinder motoren en was bedoeld om te concurreren met de luxe modellen van Mercedes-Benz, BMW en Jaguar.

## Varianten

### Fiat 130 Berlina

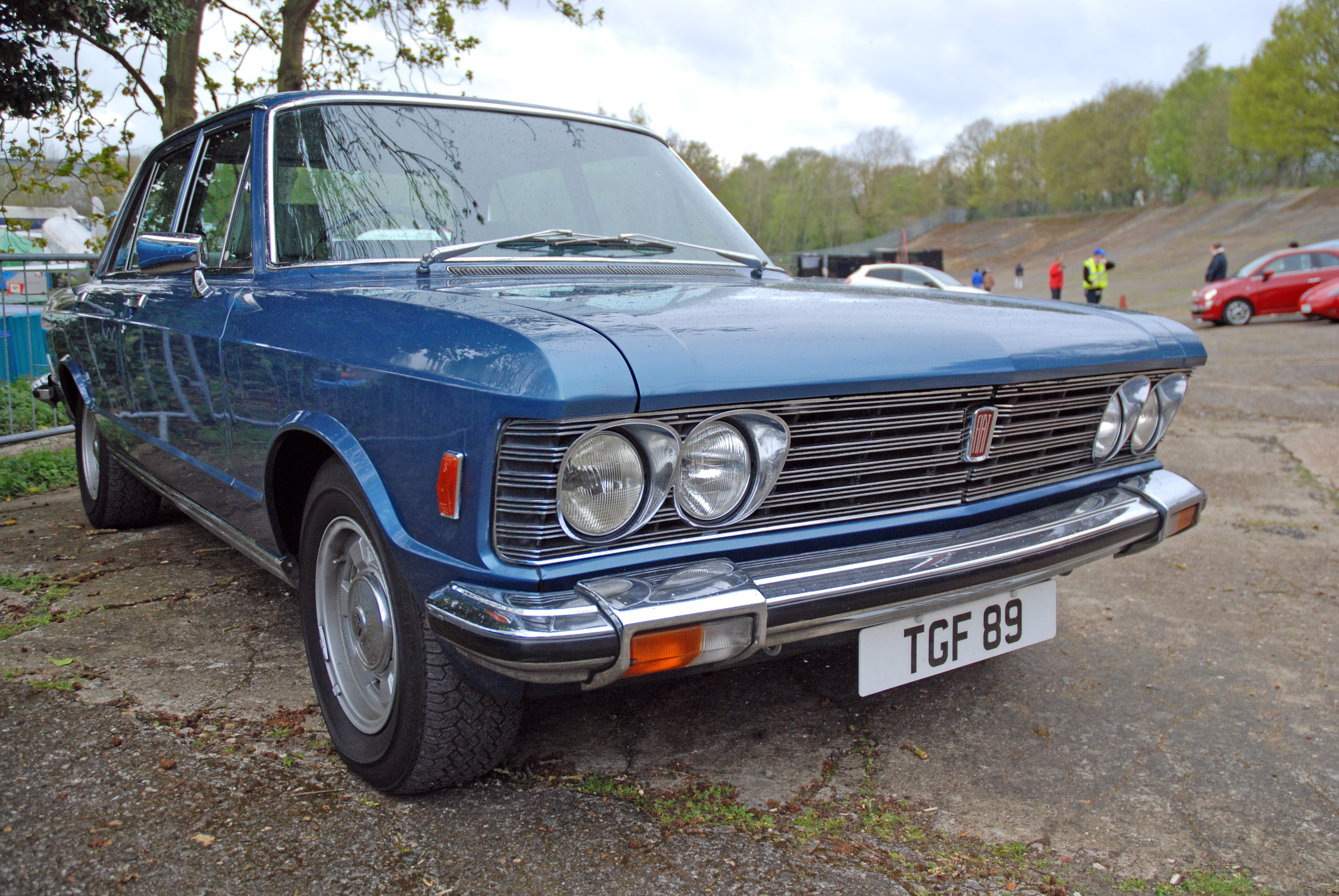
Voorzijde Fiat 130 sedan

In 1963 werd begonnen met het ontwerp van een geheel nieuw topmodel omdat de Fiat 2300 verouderd begon te raken. In 1965 werd besloten dat er een geheel nieuwe motor moet komen, waarvoor Aurelio Lampredi werd aangetrokken, die net bij Ferrari was weggegaan. De zescilinder motor die hij ontwierp was in de eerste versie van de Fiat 130 een V6 van 2.9-liter inhoud en een vermogen van 140 pk, later 160 pk. In tegenstelling tot wel beweerd wordt, is het niet dezelfde motor als in de Ferrari Dino. De carrosserie is ontworpen in Fiat's eigen 'Centro Stile'; verantwoordelijk voor het ontwerp was het hoofd van deze afdeling: Mario Felice Boano. De vorm was een doorontwikkeling van de kleine Fiat 128 maar veel groter met een lengte van 4750 mm, een breedte van 1803 mm en een gewicht tussen de 1474 en 1615 kilogram. Het ontwerp van de Berlina is vanaf het begin bekritiseerd, ook nu nog wordt deze versie omschreven als 'stilistisch mislukt' en 'theatraal'.
De 130 Berlina kon naar wens geleverd worden met talrijke extra's: airconditioning, elektrisch bedienbare ruiten, sperdifferentieel, lichtmetalen velgen, lederen bekleding en een automatische versnellingsbak. In het voorjaar van 1971 werd een technische update uitgebracht met een vernieuwd interieur en een grotere motor van 3.2 liter inhoud en een vermogen van 165 pk: de Fiat 130 Berlina 3200. 
Een groot succes was de 130 niet; van de 130 Berlina 2800 (1969-1971) werden naar schatting 3000 exemplaren geproduceerd, van de Berlina 3200 (1972-1977) naar schatting 12.000.

### Fiat 130 Coupé

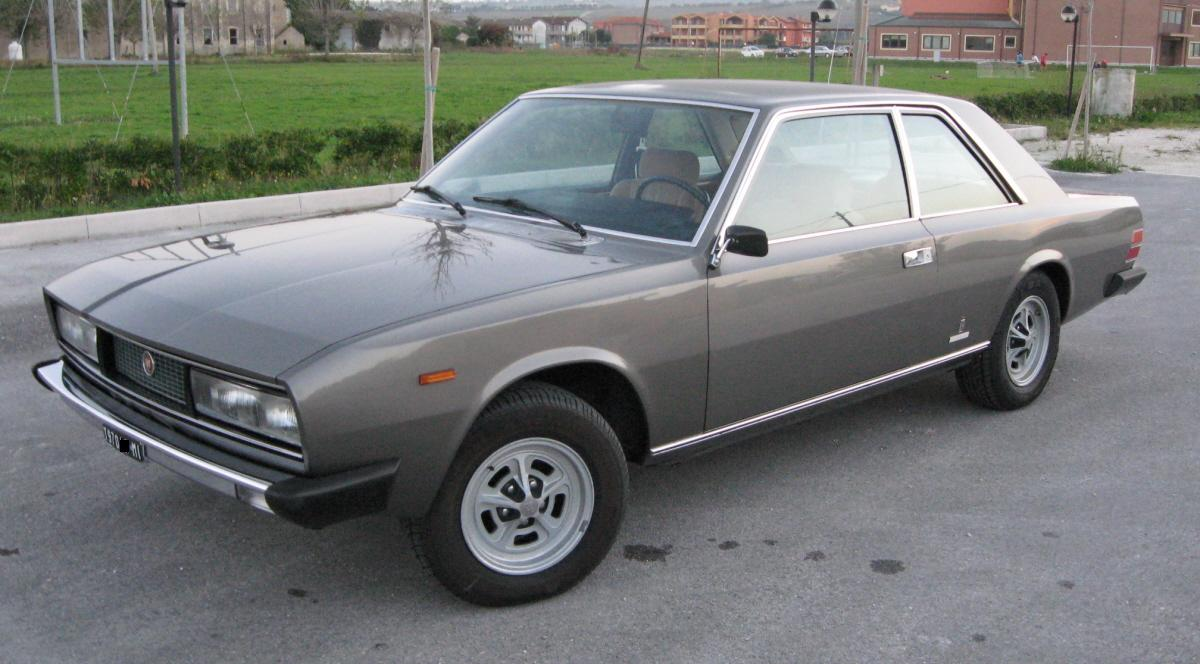
Fiat130 coupé

Op de bodemplaat van de 130 Berline ontwierp Paolo Martin van het ontwerpbureau Pininfarina de Coupé. Pininfarina nam ook de productie van deze versie op zich. Verschillende latere auto's zijn beïnvloed door dit ontwerp, zoals de ook door Martin ontworpen Rolls-Royce Camargue en de Peugeot 604.
Het ontwerpen van een coupé was niet vanaf het begin voorzien. Er werd besloten een Coupé te ontwerpen om een extra variant aan te kunnen bieden en de tegenvallende verkoopaantallen van de Berlina te stimuleren. In technisch opzicht was de Coupé identiek aan de Berlina. Toch werden voor de Coupé enige vernieuwingen bedacht die later ook bij de Berlina werden toegepast. Dat gold bijvoorbeeld voor de 2.9-liter zescilinder motor die vergroot werd tot 3.2-liter en een geheel nieuw interieur. Net als bij de Berlina kon de klant kiezen uit een handgeschakelde vijfversnellingsbak of een drietraps automaat. Uniek voor de Coupé was de optie om vanaf de bestuurdersplaats het passagiersportier te openen door te trekken aan een hendel onder het dashboard, naast de middenconsole.
Ook van de Coupé zijn niet veel exemplaren geproduceerd: tussen 1971 en 1977 4493 stuks. 
Huidige modellen: 
124 Spider ·
500 ·
500e ·
500L ·
500X ·
600 ·
Aegea ·
Argo ·
Cronos · 
Doblò · 
Ducato ·
Fiorino ·
Fullback ·
Linea ·
Palio · 
Panda · 
Punto · 
Qubo ·
Scudo · 
Siena ·
Strada ·
Tipo · 
Ulysse
Historische modellen na de Tweede Wereldoorlog: 
124 · 
125 · 
126 · 
127 · 
128 · 
130 · 
131 · 
132 · 
133 · 
147 · 
148 · 
242 ·
500 ·
600 · 
600 Multipla · 
850 · 
1100 · 
1200 · 
1300/1500 · 
1400/1900 · 
1800/2100 · 
2300 · 
Albea ·
Argenta · 
Barchetta · 
Bianchina ·
Bravo · 
Brío · 
Campagnola · 
Cinquecento · 
Coupé · 
Croma · 
Dino · 
Duna · 
Elba ·
Fiorino ·
Freemont ·
Grande Punto ·
Idea ·
Marea · 
Marengo · 
Mod 5 · 
Multipla · 
Oggi · 
Panorama · 
Penny · 
Prêmio · 
Regata · 
Ritmo · 
Sedici ·
Seicento · 
Spazio · 
Stilo ·
Talento · 
Tempra · 
Tipo · 
Turbina · 
Uno · 
Vivace · 
X1/9
Historische modellen voor de Tweede Wereldoorlog: 
1 · 
1T · 
10 HP · 
12 HP · 
24 HP · 
2B Torpedo · 
4 HP · 
501 · 
502 · 
503 · 
505/507 · 
508 · 
509 · 
510/512 · 
514 · 
515 · 
518 · 
519 · 
520 · 
521 · 
522 · 
524 · 
525 · 
527 · 
60 HP · 
70 · 
801 · 
1100 · 
1500 · 
2800 · 
Brevetti · 
Laundolet · 
Modello O · 
Tipo 2 · 
Tipo Torpedo · 
Topolino · 
Zero